# Paola Senatore
Paola Senatore (Róma, 1949. november 9. –) olasz filmszínésznő, pornószínésznő.

## Élete

### Származása, pályakezdése
Calabriából bevándorolt szülők gyermekeként született Rómában. Apácákhoz járt iskolába, de már gyermekkorától színésznőnek készült. Húszéves korában, kezdte filmszínésznői pályáját, José Luis Merino spanyol rendező 1969-ben forgatott kalandfilm-vígjátékában, A legyőzhetetlen íjászban (spanyolul: Robin Hood, el arquero invincible). 1972 körül tért haza Olaszországba, ahol több erotikus kalandfilmben szerepeltették, így a női börtönben játszódó Diario segreto da un carcere femminilé-ben, a helytelenkedő apácákról szóló német–olasz Storia di una monaca di clausurá-ban. Ebben a korszakban készült összes filmje már tartalmazott olyan jeleneteket, ahol Paola Santore (és társnői) többé-kevésbé ruhátlanul jelentek meg.

### Színésznői pályája
Az 1970-es években az ekkor nagyon népszerű, könnyed olasz erotikus filmvígjátékokban kapott szerepeket, de megfordult más zsánerfilmekben (thrillerekben, horrorfilmekben)is. Tinto Brass olasz rendező fontos szerepeket adott neki. Jó kapcsolatai révén Tinto Brass sajtónyilvánossághoz segítette felfedezettjeit, 1974-ben februárjában Paola Senatore lett „a hónap leánya” a Playmen magazinban.
Senatore megjelent az 1976-os Salon Kitty c. kémfilmben, Helmut Berger és Ingrid Thulin oldalán, és az 1980-as Action c. kalandfilmben, Luc Merenda mellett. Szerepelt Joe D’Amato nagy sikerű erotikus kalandfilmjeiben, az 1977-ben készült Emanuelle in America-ban Laura Gemserrel együtt. 1979-ben Marina Hedmannal az Immagini di un conventó-ban együtt egy apácakolostor titkolt szenvedélyeivel küzdött. Megjelent az olasz erotikus filmkomédia mestereinek, Marco Vicario és Mariano Laurenti közkedvelt filmjeiben, az 1974-es L’erotomane-ban Janet Agrennel, az 1979-es L’infermiera di notte-ban Gloria Guidával, az 1981-es Dove vai se il vizietto non ce l’hai?-ban korának ismert groteszk komikusával, Alvaro Vitalival.
A „meztelen” színésznők gázsiját gyakran csak egyéb „szolgáltatások” teljesítése után fizették ki. Paola először 27 évesen esett teherbe, de akkori élettársa kívánságára terhességét megszakíttatta.
Forgatott Franciaországban is. Játszott Claude Pierson rendező két játékfilmjében. 1975-ben szerepelt a magyar Szabó László által rendezett Zig Zig-ben, Catherine Deneuve és Bernadette Lafont oldalán. 1978-ban jelent meg a Sam et Sally c. francia televíziós sorozat első epizódjaiban. Spanyolországban és Romániában is forgatott. Salvatore Samperi rendező 1977-es Nenè c. filmjében nyújtott alakítása nyomán a kritika felismerte és méltatta Paola valódi színművészi képességeit. 1978 márciusában a Playmen magazin fényképsorozatot közölt róla. 1980-ban Umberto Lenzi Paola Senatorénak és Janet Agrennek adta a két női főszerepet a Mangiati vivi! („Elevenen felfalva”) című horrofilmben. A kannibálok között játszódó véres történet a „hús és vér” jegyében zajlott, durva jelenetei a 80-as évek elején nagy sajtóvisszhangot keltettek Nyugat-Európában, ez Paola Senatoréra irányította a nemzetközi erotikus sajtó figyelmét. 1984 augusztusában a Playmate magazin ismét fényképsorozatot közölt az ünnepelt, egzotikus olasz sztárról.

### Pornófilmes szerepben
Az 1980-as években a rendezők egyre kevesebb érdeklődést mutattak iránta. 1984-ben, 34 évesen Paola ismét teherbe esett, ez lefékezte karrierjét, élettársi kapcsolata is megromlott. 1984–85-ben még kapott néhány erotikus szerepet Bruno Gaburro szoft szexfilmjeiben (Malombra, Maladonna, Penombra). A halmozódó bajokat nehezen viselte, a kábítószerhez fordult. Pénzügyi gondjaira megoldást keresve szexfotózást vállalt a „Le Ore” és „Men” férfimagazinokban. Drogfüggősége súlyosbította anyagi gondjait, és a hardcore pornófilmipar felé hajtotta, más színésznőtársaihoz, így Lilli Caratihoz és Karin Schuberthez hasonlóan. 1985-ben Paola Senatore bevállalta életének egyetlen hardcore filmszerepét. Arduino Sacco az ő személyére szabta a sokat sejtető Non stop… sempre buio in sala (…örökös félhomályban) című pornófilmjét, amelyben a főszereplő, Paola mellett csak ismeretlen, egyfilmes partnerek szerepeltek.
Még ugyanebben az évben, 1985 szeptemberében Paola Senatorét őrizetbe vették tiltott kábítószer-birtoklás miatt, ez végleg derékba törte karrierjét. Utolsó filmjét, Arduino Sacco rendező La sfida erotica (Erotikus kihívás) c. kemény pornófilmjét 1986-ban mutatták be. A forgatás során Senatore letartóztatásban ült. Az ő jeleneteit valójában első pornófilmjének, a Non stop… sempre buio in sala-nak készítésekor forgatták, de akkor nem használták fel. Paola „archív” jelenetei mellé újabbakat forgattak, Marina Lotarral és az egyfilmes Ivana Saullal.
Sorsáról 1986 óta keveset lehet tudni. 2010-ben Róma közelében élt egyetlen fiával. 2011-ben bejelentette, hogy önéletrajzán dolgozik.

## Filmszerepei
- 1970 : A legyőzhetetlen íjász (spanyolul: Robin Hood, el arquero invincible, olaszul: Robin Hood, l’invincibile arciere), rend. José Luis Merino[3][4]
- 1972 : A.A.A. Massaggiatrice bella presenza offresi… rend. Demofilo Fidani (Cristina Graziani)
- 1973 : Donnez-nous notre amour quotidien, rend. Claude Pierson (Béatrice)
- 1973 : Diario segreto da un carcere femminile, rend. Rino Di Silvestro (Musumeci)
- 1973 : Ricco, rend. Tulio Demicheli (Concetta Aversi)
- 1973 : Servo suo, rend. Romano Scavolini
- 1973 : Storia di una monaca di clausura (Der Nonnenspiegel), fősz. Catherine Spaak, rend. Domenico Paolella
- 1973 : Il fiore dai petali d’acciaio, rend. Gianfranco Piccioli (Daniela)
- 1973 : Provaci anche tu, Lionel, rend. Roberto Bianchi Montero
- 1974 : L’erotomane, fősz. Janet Agren, rend. Marco Vicario (Onorevole Belloni)
- 1974 : L’assassino ha riservato nove poltrone, fősz. Rosanna Schiaffino, rend. Giuseppe Bennati (Lynn Davenant)
- 1974 : Madelaine, anatomia di un incubo (Study of a Nightmare), rend. Roberto Mauri) (Mary)
- 1974 : Un amour comme le nôtre / Voglia di Lei, rend. Claude Pierson (Béatrice)
- 1974 : Zig Zig fősz. Catherine Deneuve, Bernadette Lafont, rend. Szabó László,[5][6] (Madame Bruyère)
- 1976 : Kitty Szalon (Madame Kitty / Salon Kitty), fősz. Ingrid Thulin, Teresa Ann Savoy, rend. Tinto Brass,[7][8] (Marika)
- 1976 : Càlamo, rend. Massimo Pirri
- 1976 : Come cani arrabbiati, rend. Mario Imperoli (Germana)
- 1977 : Nenè, rend. Salvatore Samperi (Ju és Pa anyja)
- 1977 : Emanuelle in America, fősz. Laura Gemser, rend. Joe D’Amato (Laura Elvize)
- 1977 : Il ginecologo della mutua, rend. Joe D’Amato (Pamela)
- 1977 : Casa Manchada (Impossible Love), fősz. Stephen Boyd, rend. José Antonio Nieves Conde (Rosa)
- 1978 : La mujer de la tierra caliente (Die Frau vom heißen Fluß), fősz. Laura Gemser, Stuart Whitman, rend. José María Forqué (Rosszlány)
- 1979 : Lángoló sivatag (románul: Cuibul salamandrelor), fősz. Stuart Whitman, Gordon Mitchell, rend. Mircea Dragan,[9][10] (Diana Astor)
- 1978 : Sam et Sally, tv-sorozat, fősz. Georges Descrières, Le Collier c. epizód, rend. Jean Girault (Rossana)
- 1979 : I guappi non si toccano, fősz. Paola Seantore, Gabriele Tinti, rend. Mario Bianchi (Paulette Maurice)
- 1979 : L’infermiera di notte, fősz. Gloria Guida, rend. Mariano Laurenti (Zaira)
- 1979 : Bersaglio altezza uomo, rend. Guido Zurli
- 1979 : Immagini di un convento (Les amours interdites d’une religieuse), rend. Joe D’Amato (Isabella)
- 1980 : Action, fősz. Adriana Asti, rend. Tinto Brass (Ann Shimpton)
- 1980 : Mangiati vivi! (La Secte des cannibales), rend. Umberto Lenzi (Diana Morris)
- 1981 : La settimana al mare, rend. Marino Girolami, (Margareth)
- 1981 : Dove vai se il vizietto non ce l'hai?, rend. Mariano Laurenti, (Simona)
- 1981 : La dottoressa preferisce i marinai, rend. Michele Massimo Tarantini (Paola)
- 1982 : Ti spacco il muso bimba, rend. Mario Carbone
- 1984 : Malombra, rend. Bruno Gaburro (Carlotta)
- 1984 : Maladonna, rend. Bruno Gaburro (Maria Raininger)
- 1985 : Non stop sempre buio in sala, rend. Arduino Sacco
- 1986 : Penombra, rend. Bruno Gaburro (Maria/Carlotta)
- 1986 : La sfida erotica, rend. Arduino Sacco (Paola jelenetei a Non stop sempre buio in sala fölös felvételeiből)